# Brachypogon pakistanicus
Brachypogon pakistanicus är en tvåvingeart som beskrevs av Ryszard Szadziewski och Havelka 1984. Brachypogon pakistanicus ingår i släktet Brachypogon och familjen svidknott.
Artens utbredningsområde är Pakistan. Inga underarter finns listade i Catalogue of Life.